# يوستوس فون ليبيغ
يوستوس فون ليبيغ (بالألمانية: Justus von Liebig): ‏ (12 مايو 1803 - 18 أبريل 1873) كيميائي ألماني تعود له معظم الإسهامات الرئيسية في الكيمياء الحيوية والزراعية، وعمل على تنظيم الكيمياء العضوية.
بعمله كأستاذ، ابتكر أسلوب التدريس مع المختبر الموجه الحديث، ونظرا لهذه الابتكارات، اعتبر واحدا من أكبر معلمي الكيمياء في كل العصور. ويعرف باسم «أب صناعة الأسمدة» لاكتشافه النيتروجين كعنصر أساسي لتغذية النبات، وصياغة قانون الحد الأدنى الذي وصف أثر المواد الغذائية الفردية على المحاصيل. كما طوٌر أيضا عملية تصنيع لمستخلص لحوم البقر، وأسس شركة ليبيغ لاستخلاص اللحم، والذي حمل في وقت لاحق العلامة التجارية أوكسو "Oxo" لمكعبات حساء اللحم البقري.

## البحث والتطوير

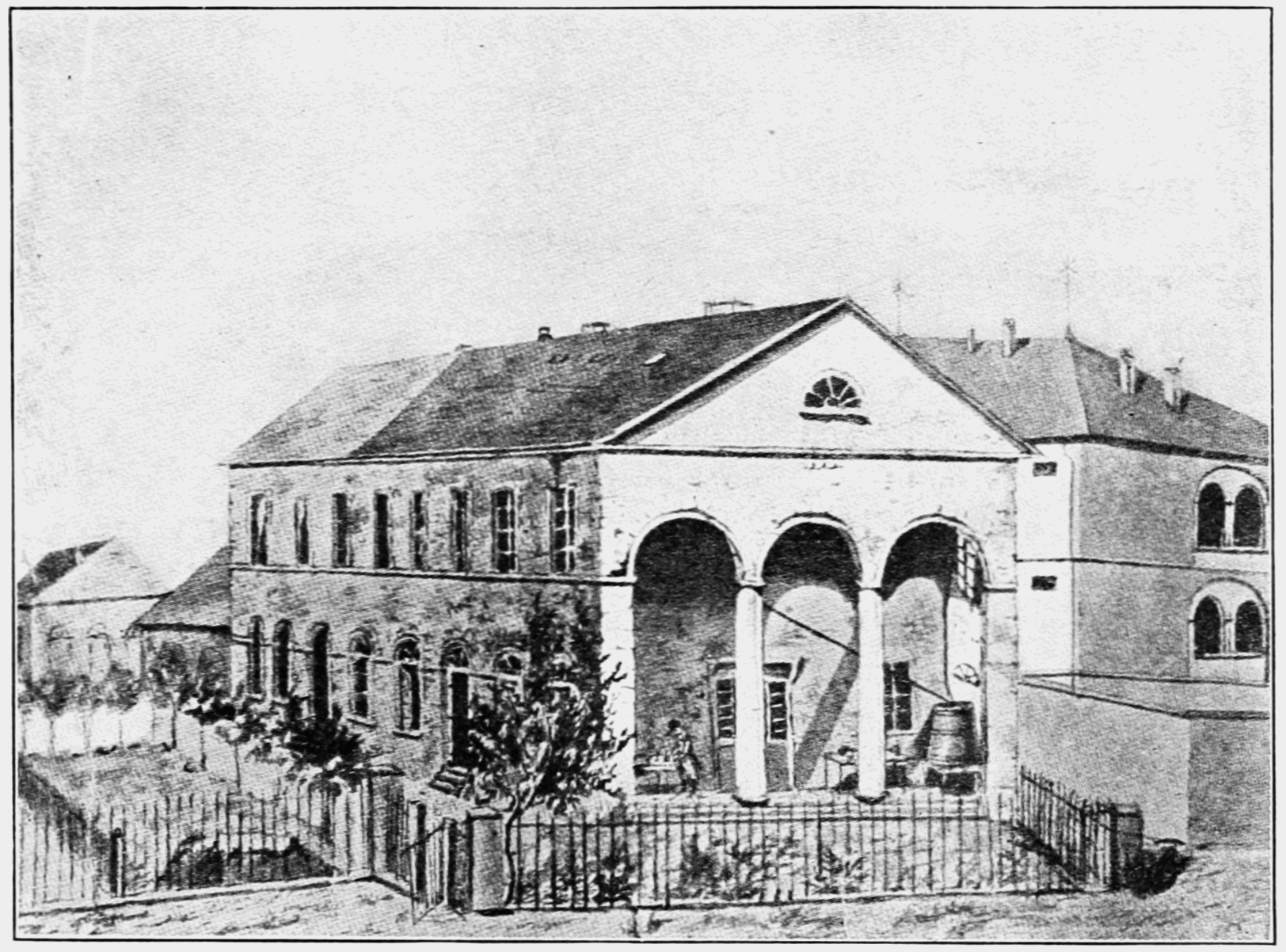
مختبر ليبيغ في جيسن

غادر ليبيغ باريس للعودة إلى دارمشتات في أبريل 1824. في 26 مايو 1824 وفي سن الحادية والعشرين، وبتوصية من همبولدت، أصبح ليبيغ أستاذًا استثنائيًا في جامعة غيسن.:35 كان تعيين ليبيغ جزءًا من محاولة لتحديث جامعة غيسن وجذب المزيد من الطلاب. حصل على راتب صغير، دون تمويل المختبر أو الوصول إلى المرافق.:38–41
كان وضعه معقدًا بسبب أعضاء هيئة التدريس القائمين: درّس الأستاذ ويلهلم زيمرمان (1780-1825) الكيمياء العامة كجزء من كلية الفلسفة، تاركًا الكيمياء الطبية والصيدلة للأستاذ فيليب فوغت في كلية الطب. كان فوغت سعيدًا بدعم إعادة التنظيم إذ درّس ليبيغ الصيدلة، وأصبحت مسؤولية كلية الآداب، بدلًا من كلية الطب. وجد زيمرمان نفسه يتنافس دون جدوى مع ليبيغ من أجل الطلاب ورسوم محاضراتهم. رفض السماح لليبيغ باستخدام المساحة والمعدات الموجودة، وانتحر أخيرًا في 19 يوليو 1825. أدت وفاة زيمرمان والأستاذ بلومهوف الذي علّم التكنولوجيا والتعدين إلى فتح الطريق أمام ليبيغ للتقدم للحصول على الأستاذية الكاملة. عُين ليبيغ في كرسي أردنيشر في الكيمياء في 7 ديسمبر 1825، إذ حصل على راتب متزايد بشكل كبير وبدل مختبري.:38–41
تزوج ليبيغ من هنرييت «يتشن» مولدينهاور (1807-1881)، ابنة مسؤول حكومي، في مايو 1826. كان لديهم خمسة أطفال، جورج (1827-1903)، وأغنيس (1828-1862)، وهيرمان (1831-1894)، وجوانا (1836-1925)، وماري (1845-1920). على الرغم من أن ليبيغ كان لوثريًا ويتشن كاثوليكية، يبدو أن اختلافهما في الدين حُلّ وديًا عن طريق تنشئة أبنائهما على الديانة اللوثرية وبناتهما ككاثوليكيات.:44

### تعليم كيمياء التحويل
اقترح ليبيغ والعديد من الزملاء إنشاء معهد للصيدلة والتصنيع داخل الجامعة.:42 ومع ذلك، رفض المجلس بلا هوادة فكرتهم، مشيرًا إلى أن تدريب «الصيادلة، وصانعي الصابون، وصانعي البيرة، والصباغين، ومقطرات الخل» لم يكن مهمة الجامعة.:43 اعتبارًا من 17 ديسمبر 1825، حكموا بأن أي مؤسسة من هذا القبيل يجب أن تكون مشروعًا خاصًا. كان هذا القرار في الواقع لصالح ليبيغ. بوصفه مشروعًا مستقلًا، تمكن من تجاهل قواعد الجامعة وقبول كل من الطلاب المسجلين وغير المسجلين.:42–43 أعلِن عن معهد ليبيغ على نطاق واسع في المجلات الصيدلانية، وافتتح في عام 1826.:44–45 جرى تدريس دروسها في الكيمياء العملية والإجراءات المختبرية للتحليل الكيميائي بالإضافة إلى صفوف ليبيغ الرسمية في الجامعة.
منذ عام 1825 وحتى عام 1835، وضِع المختبر في غرفة الحراسة في ثكنات مهجورة على طرف المدينة. بلغت مساحة المختبر الرئيسي نحو 38 مترًا مربعًا (410 قدمًا مربعًا)، وتضمنت غرفة محاضرات صغيرة، وخزانة تخزين، وغرفة رئيسية مع أفران وطاولات العمل. استخدِم الرواق المفتوح للخارج لردود الفعل الخطيرة. تمكن ليبيغ من العمل هناك مع ثمانية أو تسعة طلاب في وقت واحد. عاش في شقة ضيقة في الطابق العلوي مع زوجته وأطفاله.:47
كان ليبيغ واحدًا من أوائل الكيميائيين الذين نظموا المختبر بشكله الحالي، وتفاعلوا مع الطلاب في البحث التجريبي على نطاق واسع من خلال دمج البحث والتعليم. مكنته أساليب التحليل العضوي من توجيه العمل التحليلي للعديد من طلاب الدراسات العليا. كان طلاب ليبيغ من العديد من الولايات الألمانية، بالإضافة إلى بريطانيا والولايات المتحدة، وساعدوا في خلق سمعة دولية للمشرف على أطروحتهم. أصبح مختبره معروفًا كمؤسسة نموذجية لتدريس الكيمياء العملية.:47 كان مهمًا أيضًا لتأكيده على تطبيق الاكتشافات في البحث الأساسي لتطوير عمليات ومنتجات كيميائية محددة.
في عام 1833 تمكن ليبيغ من إقناع المستشار جوستين فون ليند بضم المعهد داخل الجامعة.:47 في عام 1839 حصل على أموال حكومية لبناء مدرج محاضرات ومختبرين منفصلين، صممه المهندس المعماري بول هوفمان. ضم مختبر الكيمياء الجديد كمات دخان مبتكرة ذات واجهات زجاجية ومداخن تنفيس.:58 وبحلول عام 1852، عندما غادر ليبيغ غيسن إلى ميونيخ، كان قد درّس أكثر من 700 طالب من الكيمياء والصيدلة.:57

## وصلات خارجية
- يوستوس فون ليبيغ على موقع الموسوعة البريطانية (الإنجليزية)
- يوستوس فون ليبيغ على موقع الموسوعة البريطانية (الإنجليزية)
- يوستوس فون ليبيغ على موقع إن إن دي بي (الإنجليزية)